# Tronpretendent
En tronpretendent eller enbart pretendent är en person som, med rätt eller orätt, gör anspråk på en tron som redan besätts av någon annan, eller som avskaffats. Tronpretendenter behöver inte själva stötta anspråken, utan termen kan också användas för en person som andra hävdar har rätt till tronen.

## Bakgrund
En tronpretendents anspråk kan ha saklig grund eller vara fabricerade. Tronpretendenten kan exempelvis hänvisa till en tidigare gällande successionsordning (som tronpretendenten anser fortfarande borde gälla). En tronpretendent är ofta en monark som mot sin vilja har avsatts, och brukar efter sin död efterträdas i denna roll av den som skulle ha efterträtt honom/henne som monark om monarkin hade bestått. Ofta uppstår denna situation när en monarki genom kupp- eller under revolutionsartade former blir en republik, eller när en monark avsätts under sådana former och ersätts av en annan. Då är oftast huvudmannen i den avsatta kungasläkten som är tronpretendent. 
En tronpretendent kan även vara någon som oriktigt utger sig för att vara en avsatt monark eller en arvinge till en sådan.
Jämför tronarvinge, som har rätt att tillträda en tron efter det att den nuvarande monarken dött eller abdikerat.